# クラウディア・アクーニャ
クラウディア・アクーニャ（Claudia Acuña、1971年7月31日 - ）は、チリのジャズ・ボーカリスト、ソングライター、編曲家である。

## 略歴
サンティアゴで生まれ、コンセプシオンで育った彼女は、子供の頃、ビクトル・ハラとビオレータ・パラによって、フォーク、ポップ、オペラなどのさまざまな音楽を演奏するように促された。彼女が最初にフランク・シナトラ、エロル・ガーナー、サラ・ヴォーンを聴いた15歳の頃に、アメリカのポップスやジャズに意識が向けられた。1991年にサンティアゴに戻った彼女は、ライブ・パフォーマンスや訪問アーティストとのラジオ放送を通じて、地元のジャズ・シーンですぐに注目を集めた。
1995年、アクーニャはニューヨークに移り、ジャム・セッションや、「Zinc Bar」「Smalls」といったクラブでの演奏を始めた。また、有名なジャズ・ギャラリーで自分のバンドと共演した。彼女がこの時期に出会った多くの音楽仲間の中には、現在まで彼女の音楽監督を務めているピアニスト/作曲家のジェイソン・リンドナーがいた。
彼女のデビュー・アルバム『南風』は1999年にヴァーヴ・レコードからリリースされ、2001年に『リズム・オブ・ライフ』、2004年に『Luna』が続いてリリースされた。「Marsalis Music」レーベルからのアクーニャ最初のレコーディングは『エン・エステ・モメント』として2009年にリリースされた。また、ペック・アーモンド、ジョージ・ベンソン、ジョーイ・カルデラッツォ、アヴィシャイ・コーエン、マーク・エルフ、トム・ハレル、アントニオ・ハート、アルトゥーロ・オファリル、ギレルモ・クラインといったさまざまなミュージシャンのレコーディングでフィーチャーされた。
アクーニャは、2009年1月に開催されたチリの音楽フェスティバルの共同キュレーターに任命された。彼女はまた、子供に焦点を当てた開発プログラムを専門とする国際的なキリスト教の救済および開発組織である「World Vision Chile」のスポークス・パーソンも務めている。アントニオ・カルロス・ジョビンの曲「Suddenly」のアクーニャによるカバーの1つが、映画『愛のボサノバ』のヴァーヴ・レコードから発売されたオリジナル・サウンドトラックで取り上げられた。2001年には、MKLとSoy Sosというハウス・ミュージックのプロデューサーたちによる「3 Generations Walking」のシングル「Slavery Days」をレコーディングし、ジャズ・メディア以外でかなりの露出を獲得した。クラウディアは、マサチューセッツ州ケンブリッジを拠点とするレコードレーベル「Marsalis Music」と契約している。

## ディスコグラフィ

### リーダー・アルバム
- 『南風』 - Wind from the South (2000年、Verve)
- 『リズム・オブ・ライフ』 - Rhythm of Life (2002年、Verve)
- Luna (2004年、Maxjazz)
- 『エン・エステ・モメント』 - En Este Momento (2009年、Marsalis Music)
- Kalimba Collage (2009年、Soniculture) ※with ケニー・ウォルセン
- Turning Pages (2019年、Plaza)

### 参加アルバム
- ジョージ・ベンソン : 『アブソルート・ベンソン』 - Absolute Benson (2000年、Verve)
- ダニーロ・ペレス : 『マザーランド』 - Motherland (2000年、Verve)
- ジョーイ・カルデラッツォ : 『夜明け』 - Amanecer (2007年、Marsalis Music)
- アヴィシャイ・コーエン : 『ADAMA』 - Adama (1998年、Stretch)
- アヴィシャイ・コーエン : 『カラーズ』 - Colors (2000年、Stretch)
- ビリー・チャイルズ : Rebirth (2017年、Mack Avenue)
- デヴィッド・ギルモア : Unified Presence (2006年、RKM Music)
- デヴィッド・ギルモア : Numerology:Live at Jazz Standard (2012年、Evolutionary Music)
- トム・ハレル : Wise Children (2003年、Bluebird/Arista)
- スージー・イバラ : Perception (2018年、Decibel Collective)
- ウィリー・ジョーンズ3世 : The Next Phase (2010年、WJ3)
- ギジェルモ・クレイン : Los Guachos II (1999年、Sunnyside)
- ジェイソン・リンドナー : Gives You Now vs Now (2009年、Anzic)
- ファブリツィオ・ソッティ : Right Now (2013年、Red River Entertainment)
- ルイ・ヴェガ : 『エレメンツ・オブ・ライフ』 - Elements of Life (2003年、Cutting Edge)